# PFC Levski Sofia
El PFC Levski Sofia (en búlgaro: ПФК Левски София) es un club de fútbol búlgaro localizado en la capital, Sofía. Fue fundado en 1914 como Sport Club Levski en el seno de la sociedad deportiva Levski y disputa sus partidos como local en el estadio Georgi Asparuhov, con capacidad para 25 000 espectadores. Actualmente juega en la Primera Liga de Bulgaria, la primera división de Bulgaria.
Desde su creación, el Levski Sofía ha ganado 74 títulos nacionales y cuenta con 26 Campeonatos de Liga, 26 Copas, tres Supercopas, once Campeonatos de Sofía, tres Copas del ejército soviético, cuatro Copas de Ulpia Serdika, y ha logrado un récord de 13 dobletes y un triplete. El club cuenta con un balance positivo contra todos los equipos búlgaros en todas las competiciones nacionales y es miembro de la Asociación de Clubes Europeos. Los Sinite («azules») son el equipo con más temporadas disputadas en el campeonato de fútbol de Bulgaria y nunca ha descendido de categoría.
A nivel internacional, el Levski ha llegado en tres ocasiones a los cuartos de final de la Recopa de Europa y dos veces a los cuartos de final de la Copa de la UEFA. En 2006, se convirtió en el primer club de Bulgaria que alcanzó la fase de grupos de la Liga de Campeones de la UEFA.
Los colores de la primera equipación del club es totalmente azul. Tradicionalmente el mayor rival del Levski es el CSKA Sofía, club históricamente afiliado al Ejército, y los partidos entre ambos clubes de la capital se conocen comúnmente como el Derbi Eterno de Bulgaria.

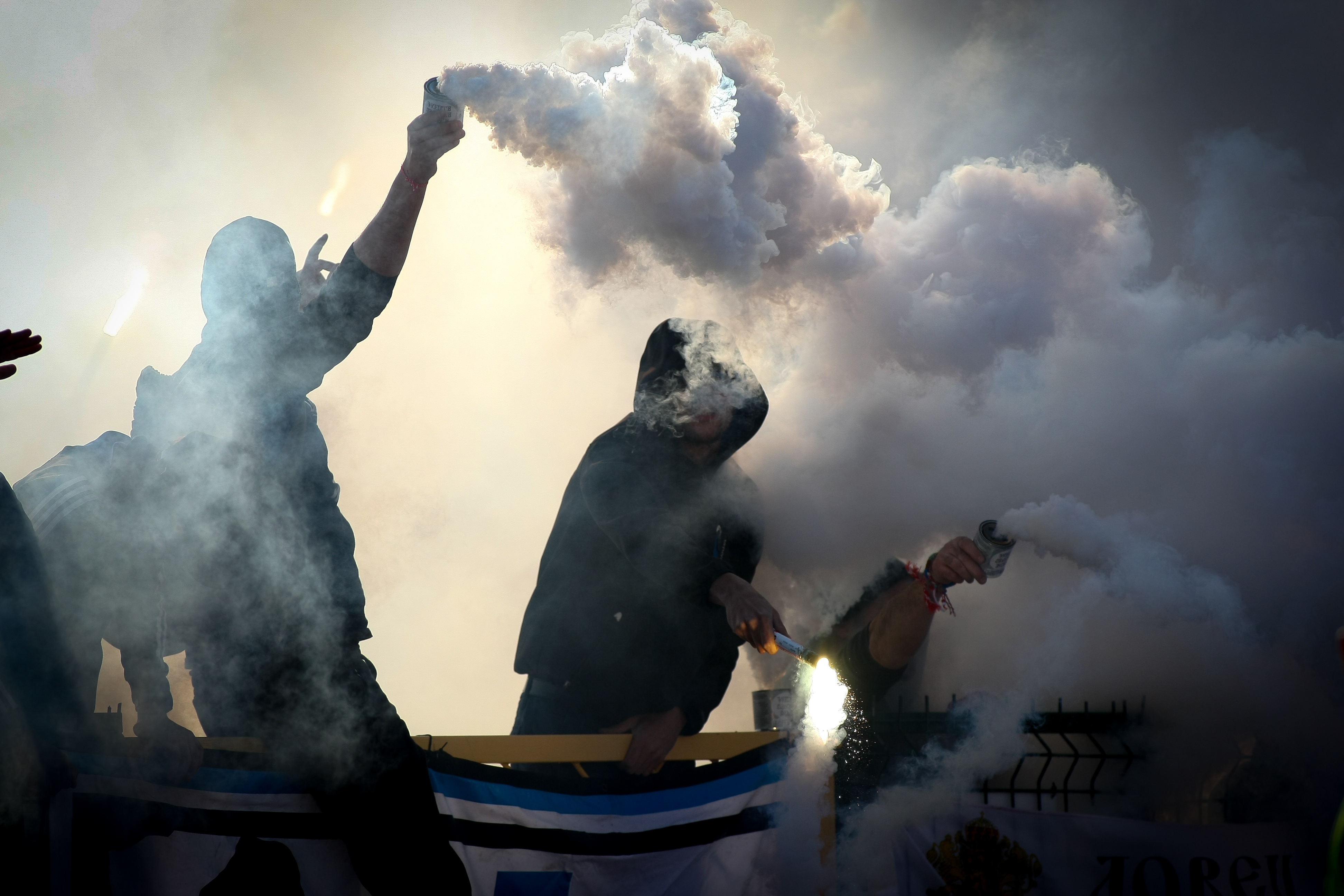
Levski Ultras

## Historia

### Fundación del club (1914–1969)
El Sport Club Levski fue fundado en 1911 por un grupo de estudiantes en la Segunda Escuela Secundaria Masculina en Sofía y fue oficialmente registrado el 24 de mayo de 1914, fecha considerada como la de la fundación del Levski. El nombre del club fue elegido en honor del Apóstol de la libertad búlgara Vasil Levski. 

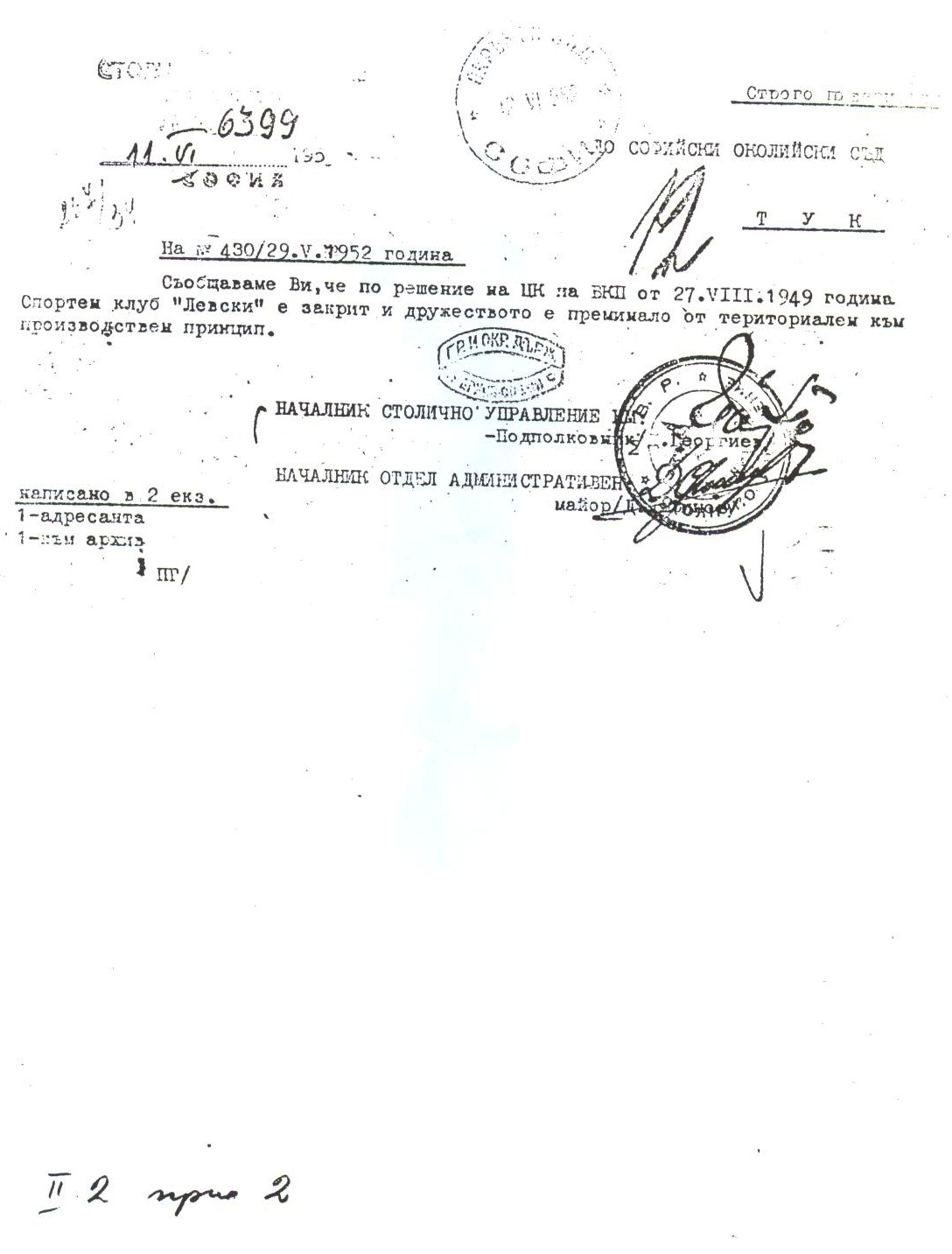
Documento mediante el cual el Comité Central del PCB cerró el Levski el 27 de abril de 1949.

En 1914, el Levski perdió su primer partido oficial ante el FC 13 Sofía por 0-2. En ese período (1914-1920) el fútbol no era un deporte tan popular en Bulgaria, por lo que no hay ningún otro tipo de información a partir del período en relación con el club. En el verano de 1921 fue fundada la Liga Deportiva de Sofía, a la que se unieron diez clubes de la capital, marcando el inicio de las competiciones de fútbol organizado en la ciudad. Los Azules —como fue y es conocido el equipo— ganaron el primer partido del campeonato de la temporada 1921/1922, celebrada el 18 de septiembre de 1921, contra el Atletik Sofía con el resultado de 3-1. El Levski logró ganar el Campeonato de Sofía en 1923 tras una dramática victoria por 3-2 sobre el Slavia Sofia y defendió con éxito el título en la temporada siguiente.
El primer Campeonato Nacional se celebró en 1924 con el Levski representando a Sofía. El equipo llegó a ganar el título en 1933, 1937 y 1942, y se estableció como el club de fútbol más popular en Bulgaria. El Levski también se convirtió en el campeón de todos los tiempos de la Copa de Ulpia Serdika, ya extinta, en virtud de ganarla por tercera vez consecutiva en 1933. En 1929, el Levski se convirtió en el primer club semi-profesional de fútbol en Bulgaria, después de que doce jugadores organizasen un boicot demandando la remuneración financiera y los beneficios del seguro. El mismo año el Levski disputó su primer partido internacional de primer nivel, perdiendo ante Gallipoli Estambul 0-1 y ganando contra el Kuban Estambul por seis goles a cero.
Después de la Segunda Guerra Mundial, el Levski se convirtió en uno de los dos clubes más importantes de Bulgaria junto al CSKA Sofía. Después de ganar el campeonato en 1946, 1947, 1949, 1950 y 1953, el Levski no volvió a hacerse con el título de liga hasta mediados de 1960, comletándose un periodo de completo dominio de sus grandes rivales del CSKA, el equipo controlado por el Ministerio de Defensa búlgaro. En 1949 las autoridades cambiaron el nombre del club a Dinamo de acuerdo con las tradiciones soviéticas, pero después de la desestalinización de Bulgaria, se revirtió su nombre original en 1957. La década de 1960 estuvo marcada por el regreso al éxito tanto en el campeonato doméstico como en la escena internacional. La academia de juveniles del Levski se convertiría en la más exitosa de las competiciones nacionales de los próximos años, y al primer equipo ascendieron futbolistas como Georgi Asparuhov, Georgi Sokolov, Biser Mihailov, Kiril Ivkov, Ivan Vutsov, Stefan Aladzhov o Aleksandar Kostov, ayudados por veteranos experimentados como Stefan Abadzhiev, Dimo Pechenikov o Hristo Iliev, ganando el campeonato en 1965, 1968 y 1970, y un histórico por 7-2 sobre su acérrimo rival del CSKA en 1968. El empate contra el Benfica en la Copa de Europa de 1965 se mantuvo memorable por el enfrentamiento entre Eusébio y Georgi Asparuhov, el futbolista búlgaro más en forma de ese momento y goleador histórico del club.

### Cambios institucionales y final de Copa trágica (1969–1989)
A raíz de la nueva ola de la reforma política en el Bloque del Este después de la Primavera de Praga, en 1969, y en contra de los deseos de la mayoría de sus partidarios, el Levski se fusionó con el Spartak Sofía y puesto bajo el auspicio del Ministerio del Interior búlgaro. El nombre del club fue nuevamente cambiado, esta vez a Levski Spartak.
Apareció una nueva generación de jóvenes futbolistas de la talla de Kiril Milanov, Dobromir Zhechev, Pavel Panov, Todor Barzov, Voyn Voynov, Ivan Tishanski, Georgi Tsvetkov, Plamen Nikolov y Rusi Gochev, que no solo encontró su lugar en el primer equipo, sino que trajo nuevos títulos en 1974, 1977 y 1979. En el ámbito internacional alcanzó los cuartos de final de la Recopa de Europa en 1970 y 1977, y en la Copa de la UEFA en 1976.
El nombre del equipo fue cambiado a Vitosha Sofía por las autoridades después de las interrupciones durante y después de la final de Copa de Bulgaria en 1985. El partido llegó precedido de una alta tensión alimentada por la racha de títulos consecutivos conseguidas por el Levski ante el CSKA Sofía en los dos últimos años, aunque el CSKA ganó, finalmente, el partido y la Copa de Bulgaria por 2-1. Las polémicas decisiones del árbitro dio lugar a enfrentamientos, tanto en el campo como en las gradas. Por decreto del Comité Central del Partido Comunista Búlgaro algunos de los principales protagonistas, tanto de los Azules como de los Rojos, fueron suspendidos de por vida del deporte. El título del campeonato del club para el año 1985 fue suspendido.

### Post comunismo y reinstauración del Levski (1989-1994)
Las suspensiones se levantó poco después, pero a pesar de la negativa universal de los partidarios de reconocer y corear el nuevo nombre del equipo, no fue sino hasta 1989 con la caída del Muro de Berlín que el club abolió oficialmente el nombre impuesto artificialmente de Vitosha y volvió a ser simplemente Levski. La normalización de las actividades deportivas en el país y la eliminación de las influencias políticas en la comunidad del fútbol fueron especialmente favorables para los resultados de los Azules. 
El equipo incorporó futbolistas como Plamen Nikolov, Petar Hubchev, Tsanko Tsvetanov, Emil Kremenliev, Zlatko Yankov, Georgi Slavchev, Ilian Iliev, Daniel Borimirov, Stanimir Stoilov y Velko Yotov, mientras que regresaron veteranos como Plamen Getov, Nikolay Todorov y Nasko Sirakov, lo que propició que el equipo dominase el campeonato nacional al ganar el título en 1993, 1994 y 1995. Algunas victorias especialmente memorables tuvieron lugar ante el Lokomotiv Sofia por 8-0, ante el CSKA por 7-1 y el Botev Plovdiv 6-1, demostraron claramente la superioridad del Levski. Una muestra de esa superioridad del Levski es que contribuyó con cinco jugadores del primer equipo (Petar Hubchev, Tsanko Tsvetanov, Emil Kremenliev, Zlatko Yankov y Nasko Sirakov) y tres jugadores de reserva (Plamen Nikolov, Petar Aleksandrov y Daniel Borimirov) para el equipo nacional de fútbol de Bulgaria, que firmó un histórico cuarto puesto en la Copa del Mundo de 1994 en Estados Unidos.

### Dominio del nuevo siglo (2000-Actualidad)

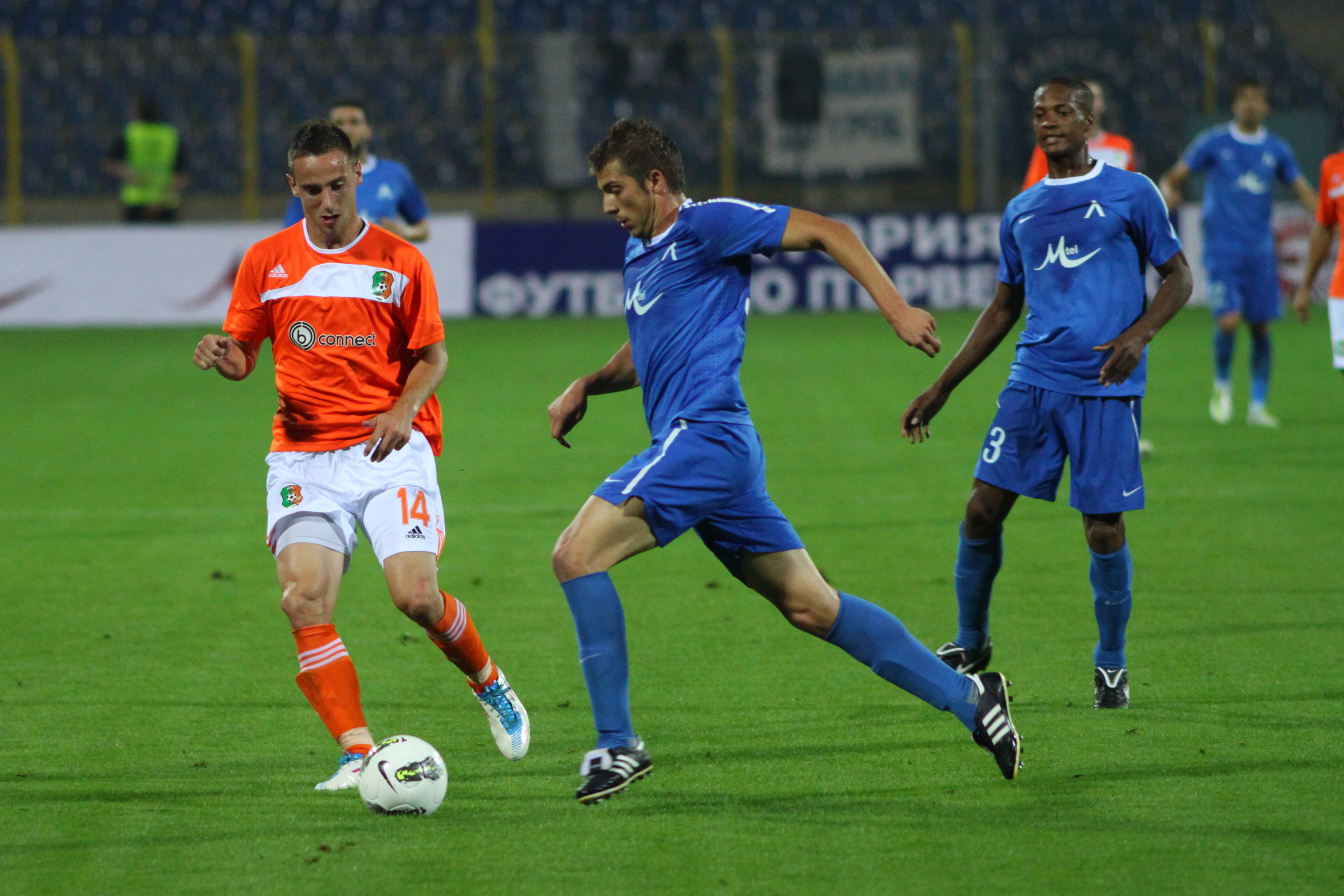
Imagen de un partido entre el Levski y el Litex.

El Levski protagonizó otro período exitoso hasta 2009. El nuevo entrenador y exjugador Stanimir Stoilov organizó un equipo procedente de la academia Levski con Zhivko Milanov, Milán Koprivarov y Valeri Domovchiyski, los experimentados Elin Topuzakov, Georgi Petkov, Stanislav Angelov y Dimitar Telkiyski, además de algunos de los preferidos por la afición como Hristo Yovov, Daniel Borimirov y Georgi Ivanov, que regresaron después de sus experiencias en el extranjero, llegando a los cuartos de final de la Copa de la UEFA 2006, eliminando al AJ Auxerre, y venciendo anteriormente al Olympique de Marsella, Dinamo Bucarest y terminando por delante del vigente campeón, el CSKA Moscú, en la fase de grupos, venciendo a los eliminados de Liga de Campeones Artmedia Bratislava y Udinese Calcio, antes de ser eliminado por el Schalke 04 en un polémico empate en cuartos de final.

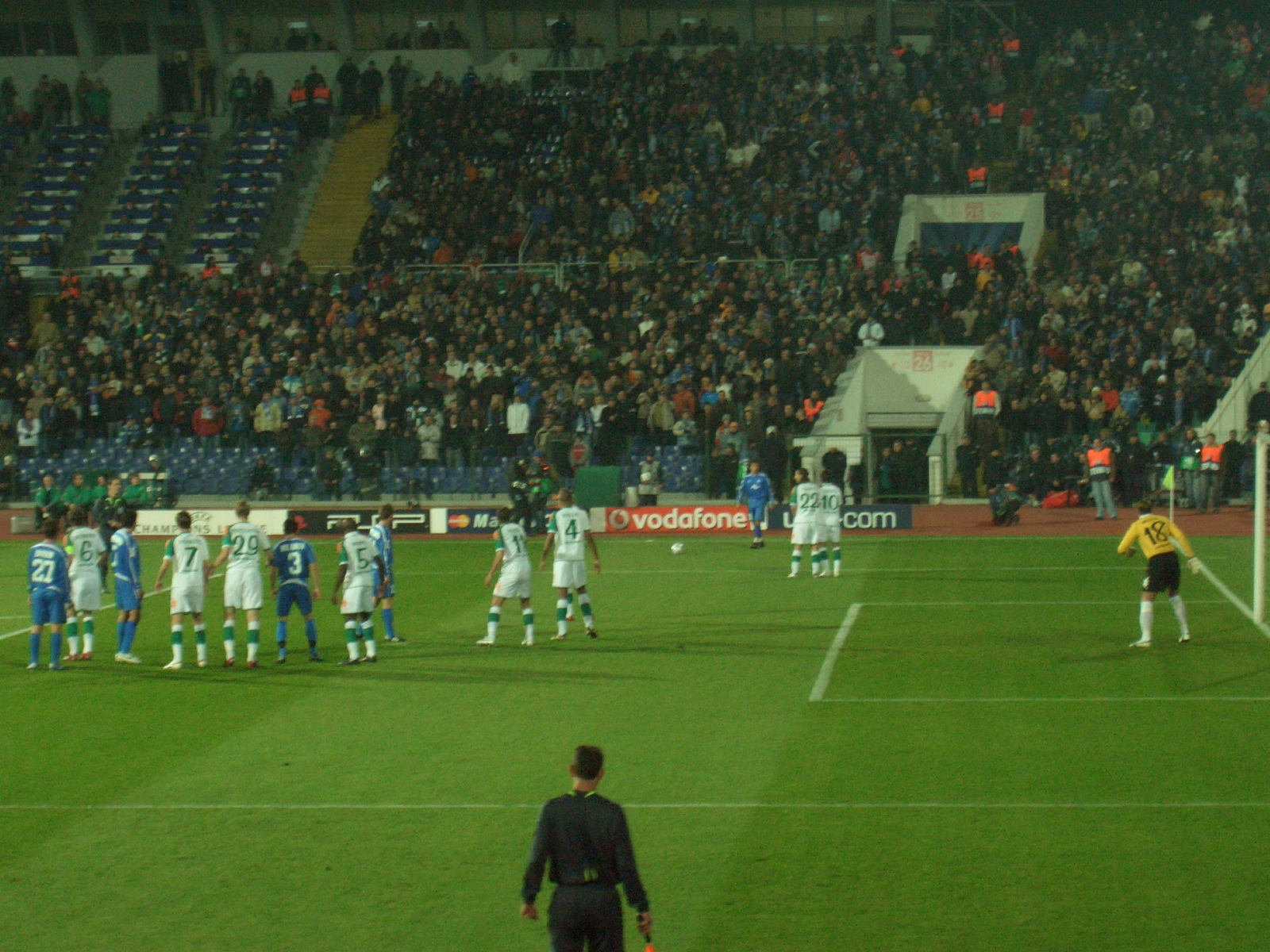
El Levski ante el Werder Bremen en la Liga de Campeones.

El Levski, como campeón de Bulgaria, se clasificó para la Liga de Campeones de la UEFA 2006-07, donde eliminaron en segunda ronda a los campeones de Georgia, el Sioni Bolnisi, derrotándolos por 2-0 tanto en casa como fuera. En tercera ronda se enfrentó al equipo italiano del Chievo Verona, que participaba en el torneo debido a las sanciones de otros clubes como parte del escándalo Moggigate de la Serie A 2006. El Levski eliminó al Chievo después de una decisiva victoria por 2-0 en Sofía y un seguro empate 2-2 en suelo italiano, convirtiéndose en el primer club búlgaro en llegar a la fase de grupos de la Liga de Campeones. El club finalizó en último lugar ante el FC Barcelona, el Chelsea FC y el Werder Bremen. La siguiente temporada volvió a la Liga de Campeones de la UEFA 2008-09 tras serle retirada la licencia al campeón, el CSKA Sofía, debido a numerosas deudas con los acreedores. El Levski perdió ante el FC BATE de Bielorrusia en la tercera ronda de clasificación.
Durante el año 2009-10, el equipo de Levski comenzó su campaña europea con un 9-0 en el global en la segunda ronda clasificatoria de la Liga de Campeones contra el UE Sant Julià. En la siguiente ronda, el Levski Sofía eliminó al FK Baku de Azerbaiyán con 2-0 en el global. En la ronda de play-off, el Levski fue eliminado por el Debreceni VSC, por 4-1 en el global. Sin embargo, el Levski se clasificó para la UEFA Europa League. En la fase de grupos, el Levski se enfrentó al Villarreal CF, Lazio y Red Bull Salzburg, logrando solo una victoria y cinco derrotas. El Levski se llevó la victoria contra el Lazio, con un único gol de Hristo Yovov en el Stadio Olimpico.
Levski comenzó la temporada 2010-11 con un partido contra el Dundalk FC en segunda ronda de clasificación para la UEFA Europa League. Levski ganó el primer partido y el resultado fue 6-0. En la siguiente ronda jugó contra el Kalmar FF. El primer partido terminó 1-1 en Suecia y en el partido de vuelta el Levski Sofia ganó 5-2. Además, los azules derrotaron a su rival del CSKA Sofía en el derbi eterno del fútbol búlgaro, por un gol a cero. Su próximo partido en Europa League fue contra el AIK Fotboll de Estocolmo, Suecia. El primer partido terminó con un empate a cero y después del partido los hooligans del AIK atacaron a los jugadores y personal del Levski. El segundo partido terminó con una victoria en casa por 2-1 con goles marcados por Daniel Mladenov y Garra Dembélé. El Levski fue encuadrado en el grupo C frente al Gent, Lille y Sporting CP. El primer partido fue contra Gent y Levski ganó el partido por 3-2 en Sofía con un decisivo gol de Serginho Greene. Finalmente el equipo acabó en la última posición y eliminado, consecuentemente, de la Europa League.
En la siguiente temporada 2011-12 en la tercera ronda de clasificación de la Europa League, el Levski fue eliminado sorprendentemente por el Spartak Trnava de Eslovaquia. Esto provocó un malestar entre los aficionados y los jugadores, pues el equipo apenas pudo alzarse con el cuarto puesto en el receso de invierno en la A PFG. Aunque solo estaba a tres puntos del líder Ludogorets, el técnico en funciones Gerogi Ivanov fue despedido. Nikolay Kostov fue designado como el nuevo entrenador del club. Tras un esperanzador comienzo, este se desvaneció después de ser eliminado en Copa a manos del Lokomotiv Plovdiv y una sorprendente derrota en casa ante el Minyor Pernik. Kostov sorprendentemente presentó su dimisión, y Georgi Ivanov fue, nuevamente, nombrado entrenador.

## Uniforme
- Uniforme titular: Camiseta, pantalón y medias azules.
- Uniforme alternativo: Camiseta, pantalón y medias doradas.

## Estadio

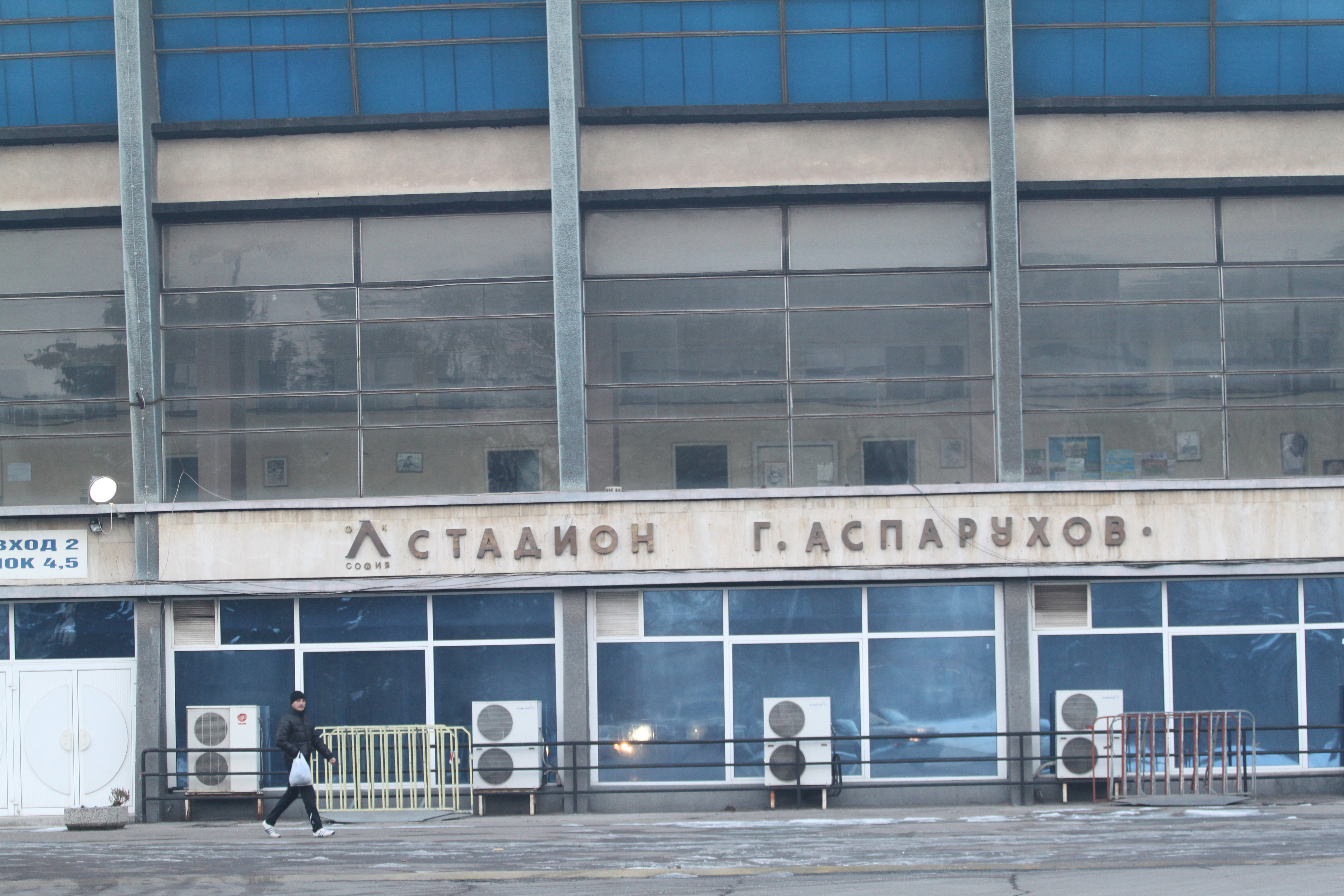
Entrada del estadio Georgi Asparuhov.

En un principio, el club no tenía campo propio y los entrenamientos se llevaban a cabo en un espacio vacío llamado La Loma (Могилката / Mogilkata), donde se construyó el Palacio Nacional de la Cultura más tarde. En 1924, el municipio de Sofía cedió los derechos de unas tierras al club en lo que entonces eran las afueras de la ciudad, y una década más tarde, el llamado estadio Levski se completó finalmente. En el momento de su construcción dio cabida a 10 000 espectadores y era considerado como el mejor centro deportivo de la ciudad.
En 1949 el estadio fue nacionalizado y posteriormente se construyó el estadio Nacional Vasil Levski en ese mismo sitio. El equipo jugó en varios lugares (incluyendo el cercano estadio Yunak) antes de pasar al estadio "Dinamo", que se encuentra en el sitio del complejo de natación Spartak de la actualidad. En 1961 el equipo se trasladó al barrio Suhata Reka, donde se construyó un nuevo estadio que fue terminado en 1963 y cambió de nombre en 1990 en honor del mítico exfutbolista del Levski Georgi Asparuhov.
En 1999, el estadio sufrió una importante remodelación para pasar a contar con 29.200 espectadores. El total del terreno de juego mide 120x90 metros. Sin embargo, el equipo juega la mayoría de sus partidos importantes contra equipos extranjeros en el estadio nacional Vasil Levski.

## Afición

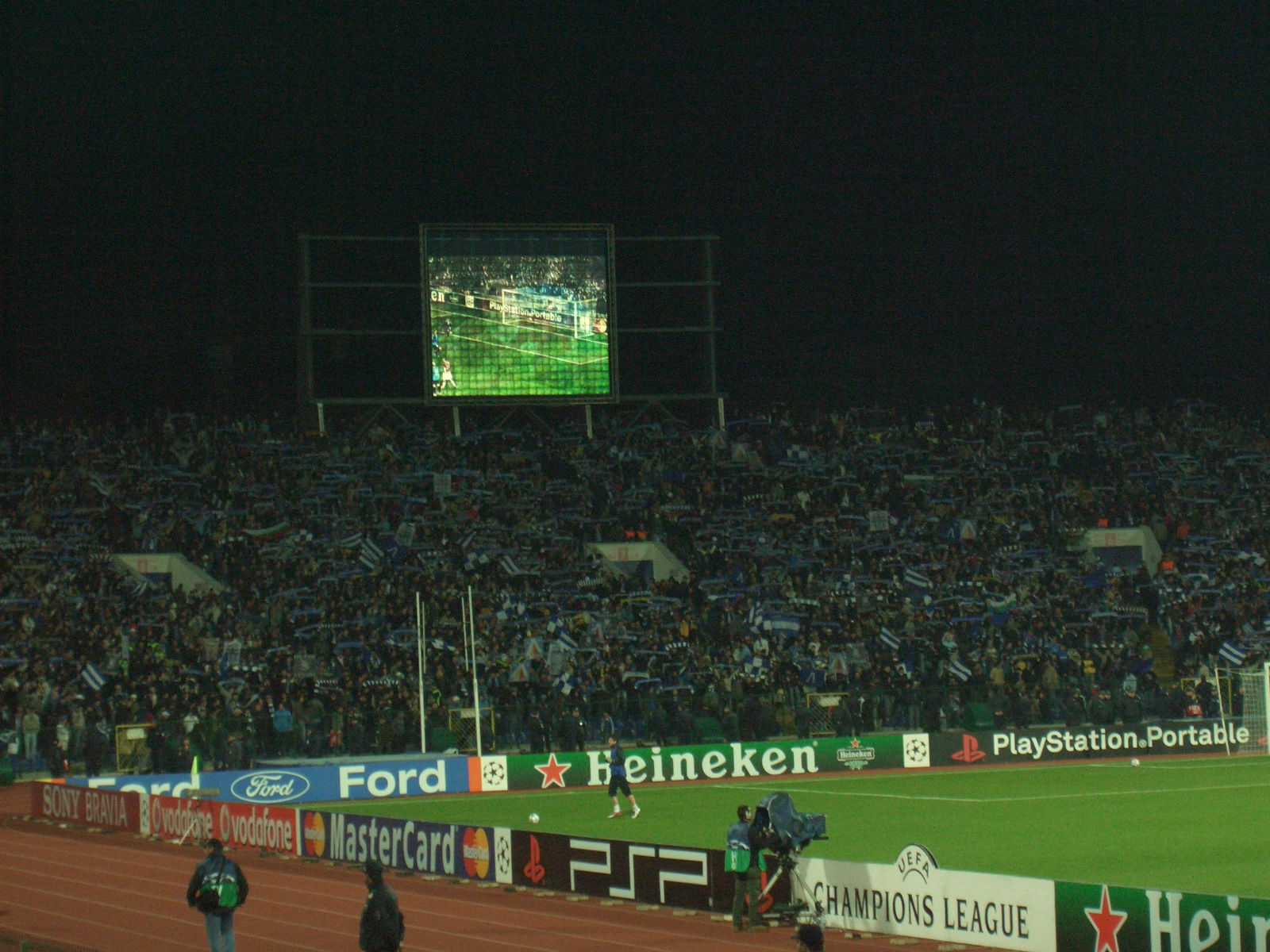
Aficionados del Levski en el Sector B en el Vasil Levski Stadium

Históricamente, los aficionados del Levski Sofia se han reunido en la Grada Sur del estadio Georgi Asparuhov. Esta tradición se cree que tiene sus raíces en el Derbi Eterno de Bulgaria, cuando los aficionados del Levski se reunieron antes de los partidos en el área cercana al extremo sur del estadio Nacional Vasil Levski. Debido a la orientación del estadio y las convenciones de nomenclatura de las gradas en la mayoría de los estadios de Bulgaria, el Sector B se convirtió en sinónimo de los aficionados del Levski.
Más recientemente, los aficionados en Sector B se consideran parte del movimiento ultra popular en Europa central y oriental. También cabe destacar la fuerte vinculación de algunos grupos de aficionados con los movimientos nazis, como lo demostraron celebrando el nacimiento de Adolf Hitler mostrando sendas pancartas de apología NAZI en sus gradas. Hoy el Sector B inicia la mayoría de las canciones, coreografías y exhibiciones pirotécnicas en los partidos del Levski. Los hinchas del Levski están organizadas por clubes, sobre todo la Peña Nacional que coordina y ayuda a los aficionados de toda Bulgaria y apoya la organización de eventos. También hay grupos notables de Sofía (Sofia-West, South División, HD Boys) y otras ciudades de Bulgaria (tales como Ultra Varna, Blue Warriors Plovdiv y muchos más).

## Entrenadores
- Ivan Radoev (1946–48)
- Rizko Szomlaj (1948–49)
- Ivan Radoev (1950–51)
- Ljubej Petkov (1952)
- Dimitar Mutafchiev (1953)
- Vasil Spasov (1954–56)
- Georgi Pachedzhiev (1956–60)
- Koce Georgiev (1960–61)
- Krasimir Chakarov (1961–64)
- Hristo Mladanov (1964–65)
- Rudolf Vytlačil (1965–66)
- Krasimir Chakarov (1966-69)
- Vasil Spasov (1969)
- Krasimir Chakarov (1969–70)
- Rudolf Vytlačil (1970–71)
- Yordan Arsov (1971–73)
- Dimitar Doichinov (1973–75)
- Ivan Vutsov (1975–76)
- Vasil Spasov (1976–77)
- Ivan Vutsov (1977–80)
- Hristo Mladanov (1980–82)
- Dobromir Zhechev (1982–83)
- Vasil Metodiev (1983–85)
- Kiril Ivkov (1985–87)
- Pavel Panov (1986–87)
- Vasil Metodiev (1988–89)
- Dobromir Zhechev (1989)
- Pavel Panov (1989–90)
- Vasil Metodiev (1991)
- Dinko Dermendzhiev (1991)
- Ivan Vutsov (1992–93)
- Andrey Zhelyazkov (1992–97)
- Georgi Vasilev (1993–95)
- Ivan Kiuchukov (1995–96)
- Georgi Cvetkov (1996–97)
- Stefan Grozdanov (1997)
- Michail Valchev (1998)
- Vyacheslav Hrozny (1998)
- Angel Stankov (1999)
- Ljupko Petrović (1999–00)
- Dimitar Dimitrov (2000)
- Vladimir Fedotov (2000)
- Ljupko Petrović (2000–01)
- Georgi Todorov (2000–01)
- Rüdiger Abramczik (2001)
- Slavoljub Muslin (2002–03)
- Georgi Todorov (2003–04)
- Georgi Vasilev (2003–04)
- Stanimir Stoilov (2004–08)
- Velislav Vutsov (2008)
- Emil Velev (2008–09)
- Ratko Dostanić (2009)
- Georgi Ivanov (2009–10)
- Antoni Zdravkov (2009–10)
- Yasen Petrov (2010–11)
- Georgi Ivanov (2011)
- Antoni Zdravkov (2011)
- Nikolay Kostov (2011–)
- Georgi Ivanov (interino) (2012)
- Yasen Petrov (2012)
- Ilian Iliev (2012)
- Nikolay Mitov (2013)
- Slaviša Jokanović (2013)
- Ivaylo Petev (2013)
- Antoni Zdravkov (2013-2014)
- Pepe Murcia (Jun 2014- Ago 2014)
- Georgi Ivanov (Ago 2014 – Dic 2014)
- Stoycho Stoev (Dic 2014 – May 2016)
- Ljupko Petrović (May 2016 – Oct 2016)
- Elin Topuzakov  (Oct 2016 – Mar 2017)
- Nikolay Mitov (Mar 2017 – Ago 2017)
- Delio Rossi (Ago 2017 – Jul 2018)
- Todor Simov (interino) (Jul 2018)
- Slaviša Stojanovič (Jul 2018 – Ene 2019)
- Georgi Dermendzhiev (Ene 2019 – Abr 2019)
- Georgi Todorov (interino) (Abr 2019 – May 2019)
- Petar Hubchev (May 2019 – Jun 2020)
- Georgi Todorov (Jun 2020 – Oct 2020)
- Zhivko Milanov (interino) (Oct 2020 – Nov 2020)
- Slaviša Stojanovič (Nov 2020 – May 2021)
- Zhivko Milanov (2021)
- Todor Simov (interino) (2021)
- Stanimir Stoilov (Sep 2021 – Abr 2023)
- Elin Topuzakov

"(interino)" (2023)
- Nickolay Kostov

(Jun 2023 – May 2024)
- Stanislav Genchev

(Jun 2024-presente)

## Palmarés

### Torneos nacionales (58)
- Primera Liga de Bulgaria (26): 1933, 1937, 1942, 1946, 1947,1949,1950, 1953, 1965, 1968, 1970, 1974, 1977, 1979, 1984, 1985, 1988, 1993, 1994, 1995, 2000, 2001, 2002, 2006, 2007 y 2009.
- Copa de Bulgaria (26): 1942, 1946, 1947, 1949, 1950, 1956, 1957, 1959, 1967, 1970, 1971, 1976, 1977, 1979, 1984, 1986, 1991, 1992, 1994, 1998, 2000, 2002, 2003, 2005, 2007 y 2022.

(Es el club que más títulos posee en esta competición).
- Supercopa de Bulgaria (3): 2005, 2007, 2009.

- Copa del Ejército Soviético (3): 1984, 1987, 1988.

### Torneos regionales (15)
- Copa Ulpia Serdika (4): 1926, 1930, 1931, 1932
- Campeonato de Sofía (11): 1922–23, 1923–24, 1924–25, 1928–29, 1932–33, 1936–37, 1941–42, 1942–43, 1944–45, 1945–46, 1947–48

## Estadísticas

### Jugadores con más partidos
| #  | Nombre            | Periodo                   | Partidos | Goles |
| -- | ----------------- | ------------------------- | -------- | ----- |
| 1  | Stefan Aladzhov   | 1967-81                   | 473      | 4     |
| 2  | Emil Spasov       | 1974-90                   | 413      | 111   |
| 3  | Pavel Panov       | 1969-81                   | 383      | 177   |
| 4  | Kiril Ivkov       | 1967-78                   | 376      | 15    |
| 5  | Aleksandar Kostov | 1956-71                   | 346      | 85    |
| 6  | Elin Topuzakov    | 1996-08 2009-10           | 332      | 23    |
| 7  | Hristo Iliev      | 1954-68                   | 329      | 132   |
| 8  | Dimitar Telkiyski | 1999-08 2009-10           | 310      | 64    |
| 9  | Aleksandr Makov   | 1988-2006                 | 302      | 45    |
| 10 | Hristo Yovov      | 1995-97 2004-07 2009-2013 | 298      | 86    |

### Máximos goleadores
| #  | Nombre                | Periodo   | Partidos | Goles | Coeficiente |
| -- | --------------------- | --------- | -------- | ----- | ----------- |
| 1  | Nasko Sirakov         | 1981-94   | 258      | 206   | 0.80        |
| 2  | Pavel Panov           | 1969-81   | 383      | 177   | 0.46        |
| 3  | Georgi Asparuhov      | 1959-71   | 238      | 153   | 0.64        |
| 4  | Georgi Ivanov - Gonzo | 1997-09   | 204      | 135   | 0.60        |
| 5  | Hristo Iliev          | 1974-90   | 415      | 132   | 0.27        |
| 6  | Emil Spasov           | 1956-65   | 207      | 111   | 0.50        |
| 7  | Dimitar Yordanov      | 1981-87   | 169      | 103   | 0.60        |
| 8  | Mihail Valchev        | 1990-95   | 295      | 102   | 0.29        |
| 9  | Asen Peshev           | 1924–1940 | 99       | 86    | 0.87        |
| 10 | Aleksandar Kostov     | 1960–1968 | 112      | 85    | 0.69        |

### Estadísticas en competiciones internacionales

#### Por competición
Nota: En negrita competiciones activas.
| Competición                                   | Temp. | PJ  | PG | PE | PP | GF  | GC  | Dif. | Puntos | Títulos | Subtítulos |
| --------------------------------------------- | ----- | --- | -- | -- | -- | --- | --- | ---- | ------ | ------- | ---------- |
| Copa de Europa / Liga de Campeones de la UEFA | 15    | 58  | 15 | 14 | 29 | 74  | 82  | -8   | 59     | –       | –          |
| Copa de la UEFA / Liga Europea de la UEFA     | 26    | 112 | 41 | 25 | 46 | 144 | 150 | -6   | 148    | –       | –          |
| Liga Europa Conferencia de la UEFA            | 1     | 4   | 2  | 1  | 1  | 5   | 3   | +2   | 7      | –       | –          |
| Recopa de Europa de la UEFA                   | 12    | 36  | 14 | 5  | 17 | 70  | 55  | +15  | 47     | –       | –          |
| Copa Intertoto de la UEFA                     | 1     | 6   | 2  | 2  | 2  | 12  | 11  | +1   | 8      | –       | –          |
| Total                                         | 55    | 216 | 74 | 47 | 95 | 305 | 301 | +4   | 269    | 0       | 0          |

## Participación en competiciones europeas
| Competicion UEFA | Competicion UEFA         | Competicion UEFA | Competicion UEFA        | Competicion UEFA | Competicion UEFA | Competicion UEFA |
| Temporada        | Competición              | Ronda            | Club                    | Cómputo global   | Ida              | Vuelta           |
| ---------------- | ------------------------ | ---------------- | ----------------------- | ---------------- | ---------------- | ---------------- |
| 1958             | Copa Mitropa             | 1/8              | Vojvodina Novi Sad      | 1-5              | 1-0 (F)          | 0-5 (C)          |
| 1965/66          | Copa de Europa           | 1R               | Djurgårdens IF          | 7-2              | 1-2 (F)          | 6-0 (C)          |
| 1965/66          | Copa de Europa           | 1/8              | Benfica                 | 4-5              | 2-2 (C)          | 2-3 (F)          |
| 1967/68          | Recopa de Europa         | 1R               | AC Milan                | 2-6              | 1-5 (F)          | 1-1 (C)          |
| 1969/70          | Recopa de Europa         | 1R               | ÍB Vestmannaeyja        | 8-0              | 4-0 (F)          | 4-0 (C)          |
| 1969/70          | Recopa de Europa         | 1/8              | FC St. Gallen           | 4-0              | 4-0 (C)          | 0-0 (F)          |
| 1969/70          | Recopa de Europa         | 1/4              | Górnik Zabrze           | 4-4 u            | 3-2 (C)          | 1-2 (F)          |
| 1970/71          | Copa de Europa           | 1R               | Austria/WAC Wien        | 3-4              | 3-1 (C)          | 0-3 (F)          |
| 1971/72          | Recopa de Europa         | 1R               | Sparta Rotterdam        | 1-3              | 1-1 (C)          | 0-2 (F)          |
| 1972/73          | UEFA Cup                 | 1R               | Universitatea Cluj      | 6-5              | 1-4 (F)          | 5-1 nv (C)       |
| 1972/73          | UEFA Cup                 | 2R               | Dynamo Berlin           | 2-3              | 0-3 (F)          | 2-0 (C)          |
| 1974/75          | Copa de Europa           | 1R               | Újpest Dósza            | 1-7              | 0-3 (C)          | 1-4 (F)          |
| 1975/76          | UEFA Cup                 | 1R               | Eskişehirspor           | 7-1              | 3-0 (C)          | 4-1 (F)          |
| 1975/76          | UEFA Cup                 | 2R               | MSV Duisburg            | 4-4              | 2-3 (F)          | 2-1 (C)          |
| 1975/76          | UEFA Cup                 | 1/8              | AFC Ajax                | 3-3 (5-3 ns)     | 1-2 (F)          | 2-1 nv (C)       |
| 1975/76          | UEFA Cup                 | 1/4              | FC Barcelona            | 5-8              | 0-4 (F)          | 5-4 (C)          |
| 1976/77          | Recopa de Europa         | 1R               | Reipas Lahti            | 19-3             | 12-2 (C)         | 7-1 (F)          |
| 1976/77          | Recopa de Europa         | 1/8              | Boavista FC             | 3-3 u            | 1-3 (F)          | 2-0 (C)          |
| 1976/77          | Recopa de Europa         | 1/4              | Atlético Madrid         | 2-3              | 2-1 (C)          | 0-2 (F)          |
| 1977/78          | Copa de Europa           | 1R               | Śląsk Wrocław           | 5-2              | 3-0 (C)          | 2-2 (F)          |
|                  |                          | 1/8              | AFC Ajax                | 2-4              | 1-2 (C)          | 1-2 (F)          |
| 1978/79          | UEFA Cup                 | 1R               | Olympiakos Pireo        | 4-3              | 1-2 (F)          | 3-1 nv (C)       |
|                  |                          | 2R               | AC Milan                | 1-4              | 1-1 (C)          | 0-3 (F)          |
| 1979/80          | Copa de Europa           | 1R               | Real Madrid CF          | 0-3              | 0-1 (C)          | 0-2 (F)          |
| 1980/81          | UEFA Cup                 | 1R               | FC Dynamo Kiev          | 1-1 u            | 1-1 (F)          | 0-0 (C)          |
|                  |                          | 2R               | AZ 67                   | 1-6              | 1-1 (C)          | 0-5 (F)          |
| 1981/82          | UEFA Cup                 | 1R               | Dinamo Bucarest         | 2-4              | 0-3 (F)          | 2-1 (C)          |
| 1982/83          | UEFA Cup                 | 1R               | Sevilla FC              | 1-6              | 1-3 (F)          | 0-3 (C)          |
| 1983/84          | UEFA Cup                 | 1R               | VfB Stuttgart           | 2-1              | 1-1 (F)          | 1-0 (C)          |
|                  |                          | 2R               | Watford FC              | 2-4              | 1-1 (F)          | 1-3 nv (C)       |
| 1984/85          | Copa de Europa           | 1R               | VfB Stuttgart           | 3-3 u            | 1-1 (C)          | 2-2 (F)          |
|                  |                          | 1/8              | Dniepr Dniepropetrovsk  | 3-3 u            | 3-1 (C)          | 0-2 (F)          |
| 1986/87          | Recopa de Europa         | 1R               | Boldklubben 1903        | 2-1              | 0-1 (F)          | 2-0 (C)          |
|                  |                          | 1/8              | FK Velež                | 5-4              | 2-0 (C)          | 3-4 (F)          |
|                  |                          | 1/4              | Real Zaragoza           | 0-4              | 0-2 (F)          | 0-2 (C)          |
| 1987/88          | Recopa de Europa         | 1R               | OFI Creta               | 2-3              | 1-0 (C)          | 1-3 (F)          |
| 1988/89          | Copa de Europa           | 1R               | AC Milan                | 2-7              | 0-2 (C)          | 2-5 (F)          |
| 1989/90          | UEFA Cup                 | 1R               | Antwerp FC              | 3-4              | 0-0 (C)          | 3-4 (F)          |
| 1991/92          | Recopa de Europa         | 1R               | Ferencvárosi TC         | 3-7              | 2-3 (C)          | 1-4 (F)          |
| 1992/93          | Recopa de Europa         | 1R               | FC Luzern               | 2-2 u            | 2-1 (C)          | 0-1 (F)          |
| 1993/94          | Champions League         | 1R               | Glasgow Rangers         | 4-4 u            | 2-3 (F)          | 2-1 (C)          |
|                  |                          | 2R               | Werder Bremen           | 2-3              | 2-2 (C)          | 0-1 (F)          |
| 1994/95          | UEFA Cup                 | Q                | Olimpija Ljubljana      | 3-5              | 2-3 (F)          | 1-2 (C)          |
| 1995/96          | UEFA Cup                 | Q                | Dinamo Bucarest         | 2-1              | 1-0 (F)          | 1-1 nv (C)       |
|                  |                          | 1R               | Eendracht Aalst         | 1-3              | 1-2 (C)          | 0-1 (F)          |
| 1996/97          | Recopa de Europa         | Q                | Olimpija Ljubljana      | 1-1 (2-4 ns)     | 0-1 (F)          | 1-0 nv (C)       |
| 1997/98          | Recopa de Europa         | Q                | Slovan Bratislava       | 2-3              | 1-1 (C)          | 1-2 (F)          |
| 1998/99          | Recopa de Europa         | Q                | Lakamatyu-96 Vitebsk    | 9-2              | 8-1 (C)          | 1-1 (F)          |
|                  |                          | 1R               | FC Copenhagen           | 1-6              | 0-2 (C)          | 1-4 (F)          |
| 1999/00          | UEFA Cup                 | Q                | APOEL Nicosia           | 2-0              | 0-0 (F)          | 2-0 (C)          |
|                  |                          | 1R               | HNK Hajduk Split        | 3-0              | 0-0 (F)          | 3-0 (C)          |
|                  |                          | 2R               | Juventus FC             | 2-4              | 1-3 (C)          | 1-1 (F)          |
| 2000/01          | Champions League         | 1Q               | F91 Dudelange           | 6-0              | 4-0 (F)          | 2-0 (C)          |
|                  |                          | 2Q               | Beşiktaş JK             | 1-2              | 0-1 (F)          | 1-1 (C)          |
| 2001/02          | Champions League         | 1Q               | FK Željezničar Sarajevo | 4-0              | 4-0 (C)          | 0-0 (F)          |
|                  |                          | 2Q               | SK Brann                | 1-1 u            | 0-0 (C)          | 1-1 (F)          |
|                  |                          | 3Q               | Galatasaray SK          | 2-3              | 1-2 (F)          | 1-1 (C)          |
| 2001/02          | UEFA Cup                 | 1R               | Chelsea FC              | 0-5              | 0-3 (F)          | 0-2 (C)          |
| 2002/03          | Champions League         | 2Q               | Skonto FC               | 2-0              | 0-0 (F)          | 2-0 (C)          |
|                  |                          | 3Q               | FC Dynamo Kiev          | 0-2              | 0-1 (C)          | 0-1 (F)          |
| 2002/03          | UEFA Cup                 | 1R               | Brøndby IF              | 5-2              | 4-1 (C)          | 1-1 (F)          |
|                  |                          | 2R               | Sturm Graz              | 1-1 (7-8 ns)     | 0-1 (F)          | 1-0 nv (C)       |
| 2003/04          | UEFA Cup                 | Q                | FC Atyrau               | 6-1              | 4-1 (F)          | 2-0 (C)          |
|                  |                          | 1R               | Hapoel Ramat Gan        | 5-0              | 1-0 (F)          | 4-0 (C)          |
|                  |                          | 2R               | Slavia Praga            | 2-2 u            | 2-2 (F)          | 0-0 (C)          |
|                  |                          | 3R               | Liverpool FC            | 2-6              | 0-2 (F)          | 2-4 (C)          |
| 2004/05          | UEFA Cup                 | 2Q               | FK Modriča              | 8-0              | 5-0 (C)          | 3-0 (F)          |
|                  |                          | 1R               | KSK Beveren             | 1-2              | 1-1 (C)          | 0-1 (F)          |
| 2005/06          | UEFA Cup                 | 2Q               | NK Celje                | 3-1              | 0-1 (F)          | 3-0 (C)          |
|                  |                          | 1R               | AJ Auxerre              | 2-2 u            | 1-2 (F)          | 1-0 (C)          |
|                  |                          | Grupo F          | Dinamo Bucarest         | 1-0              | 1-0 (C)          |                  |
|                  |                          | Grupo F          | FK CSKA Mosku           | 1-2              | 1-2 (F)          |                  |
|                  |                          | Grupo F          | Olympique Marseille     | 1-0              | 1-0 (C)          |                  |
|                  |                          | Grupo F (2e)     | sc Heerenveen           | 1-2              | 1-2 (F)          |                  |
|                  |                          | 3R               | FC Artmedia Petržalka   | 3-0              | 1-0 (F)          | 2-0 (C)          |
|                  |                          | 1/8              | Udinese Calcio          | 2-1              | 0-0 (F)          | 2-1 (C)          |
|                  |                          | 1/4              | FC Schalke 04           | 2-4              | 1-3 (C)          | 1-1 (F)          |
| 2006/07          | Champions League         | 2Q               | Sioni Bolnisi           | 4-0              | 2-0 (C)          | 2-0 (F)          |
|                  |                          | 3Q               | Chievo Verona           | 4-2              | 2-0 (C)          | 2-2 (F)          |
|                  |                          | Grupo A          | FC Barcelona            | 0-7              | 0-5 (F)          | 0-2 (C)          |
|                  |                          | Grupo A          | Chelsea FC              | 1-5              | 1-3 (C)          | 0-2 (F)          |
|                  |                          | Grupo A (4e)     | Werder Bremen           | 0-5              | 0-2 (F)          | 0-3 (C)          |
| 2007/08          | Champions League         | 2Q               | Tampere United          | 0-2              | 0-1 (F)          | 0-1 (C)          |
| 2008/09          | Champions League         | 3Q               | FK BATE Borisov         | 1-2              | 0-1 (C)          | 1-1 (F)          |
| 2008/09          | UEFA Cup                 | 1R               | MŠK Žilina              | 1-2              | 1-1 (F)          | 0-1 (C)          |
| 2009/10          | Champions League         | 2Q               | UE Sant Julià           | 9-0              | 4-0 (C)          | 5-0 (F)          |
|                  |                          | 3Q               | FK Baku                 | 2-0              | 0-0 (F)          | 2-0 (C)          |
|                  |                          | PO               | Debreceni VSC           | 1-4              | 1-2 (C)          | 0-2 (F)          |
| 2009/10          | Europa League            | Grupo G          | Villarreal CF           | 0-3              | 0-1 (F)          | 0-2 (C)          |
|                  |                          | Grupo G          | SS Lazio                | 1-4              | 0-4 (C)          | 1-0 (F)          |
|                  |                          | Grupo G (4e)     | Red Bull Salzburg       | 0-2              | 0-1 (F)          | 0-1 (C)          |
| 2010/11          | Europa League            | 2Q               | Dundalk FC              | 8-0              | 6-0 (C)          | 2-0 (F)          |
|                  |                          | 3Q               | Kalmar FF               | 6-3              | 1-1 (F)          | 5-2 (C)          |
|                  |                          | PO               | AIK Fotboll             | 2-1              | 0-0 (F)          | 2-1 (C)          |
|                  |                          | Grupo C          | Sporting Lisboa         | 1-5              | 0-5 (F)          | 1-0 (C)          |
|                  |                          | Grupo C          | Lille OSC               | 2-3              | 0-1 (F)          | 2-2 (C)          |
|                  |                          | Grupo C (4e)     | AA Gent                 | 3-3              | 3-2 (C)          | 0-1 (F)          |
| 2011/12          | Europa League            | 3Q               | Spartak Trnava          | 3-3 (4-5 ns)     | 2-1 (C)          | 1-2 nv (F)       |
| 2012/13          | Europa League            | 2Q               | FK Sarajevo             | 2-3              | 1-0 (C)          | 1-3 (F)          |
| 2013/14          | Europa League            | 1Q               | Irtysh Pavlodar         | 0-2              | 0-0 (C)          | 0-2 (F)          |
| 2016/17          | Europa League            | 2Q               | NK Maribor              | 1-1 u            | 0-0 (F)          | 1-1 (C)          |
| 2017/18          | Europa League            | 1Q               | FK Sutjeska Nikšić      | 3-1              | 3-1 (C)          | 0-0 (F)          |
|                  |                          | 2Q               | HNK Hajduk Split        | 1-3              | 0-1 (F)          | 1-2 (C)          |
| 2018/19          | Europa League            | 1Q               | FC Vaduz                | 3-3 u            | 0-1 (F)          | 3-2 (C)          |
| 2019/20          | Europa League            | 1Q               | MFK Ružomberok          | 4-0              | 2-0 (F)          | 2-0 (C)          |
|                  |                          | 2Q               | AEK Larnaca             | 0-7              | 0-3 (F)          | 0-4 (C)          |
| 2022/23          | Europa Conference League | 2Q               | PAOK Salonica           | 3-1              | 2-0 (C)          | 1-1 (F)          |
|                  |                          | 3Q               | Ħamrun Spartans         | 2-2 (1-4 ns)     | 1-0 (F)          | 1-2 nv (C)       |
| 2023/24          | Europa Conference League | 2Q               | KF Shkupi               | 3-0              | 2-0 (F)          | 1-0 (C)          |
|                  |                          | 3Q               | Hapoel Be'er Sheva      | 2-1              | 0-0 (F)          | 2-1 (C)          |
|                  |                          | PO               | Eintracht Frankfurt     | 1-3              | 1-1 (C)          | 0-2 (F)          |